# 花环芋螺
花环芋螺（学名：Conus sponsalis sponsalis），是新腹足目芋螺科芋螺属的一种。主要分布于中国大陆、台湾，常栖息在潮间带至潮下带的岩礁或珊瑚礁上、低潮线。